# Rodolfo Da Ponte
Rodolfo Alfredo Da Ponte Samudio (* 26. November 1938 in Asunción; † 6. April 2021 ebenda) war ein paraguayischer Fechter.

## Biografie
Rodolfo Da Ponte war bei den Olympischen Spielen 1968 in Mexiko-Stadt der erste Athlet seines Landes, der an Olympischen Spielen teilnahm. Als Fahnenträger marschierte er mit seinem Vater, der sein Trainer war, ins Estadio Olímpico Universitario ein. Da Ponte trat im Einzelwettkampf des Florettfechtens an, verlor jedoch alle seine Kämpfe.
Bei den Olympischen Spielen 1992 in Barcelona nahm er als Trainer seines Sohnes Enzo Da Ponte teil.
Am 6. April 2021 starb Da Ponte im Alter von 82 Jahren während der COVID-19-Pandemie an den Folgen einer SARS-CoV-2-Infektion.